# Zavičajni muzej Donja Kupčina
Zavičajni muzej Donja Kupčina, građevina u mjestu Donja Kupčina, u Općini Pisarovina, zaštićeno kulturno dobro.

## Opis
Zavičajni muzej Donja Kupčina je etnomuzej na otvorenom osnovan 1973. godine. U sastavu muzeja su stambene i gospodarske zgrade te “zdenac na šibu”. U svakoj zgradi je tematska izložba koja dočarava život i rad težaka kraja 19. i početka 20. st. karakterističnog za srednje Pokuplje.

## Zaštita
Pod oznakom Z-1585 zaveden je kao nepokretno kulturno dobro - pojedinačno, pravna statusa zaštićena kulturnog dobra, klasificirano kao "sakralna graditeljska baština".